# Bennie Swain
Bennie S. Swain (* 16. Dezember 1933; † 19. Juni 2008 in Houston) war ein US-amerikanischer Basketballspieler.
Bennie Swain spielte in den 1950er-Jahren für die Mannschaft des Texas Southern University auf der Position des Forwards und Centers. 1957/58 war er der erfolgreichste Punktesammler der Saison. In diesem Jahr wurde er auch in die College-Auswahlmannschaft der USA („All American Team“) berufen. Als er die Universität nach dem Abschluss verließ, hielt er den Scorerrekord der Mannschaft bis 1981. Nach seiner College-Karriere wechselte er in die NBA. Er wurde als Siebter der Entry Draft von Boston Celtics geholt. Er blieb nur eine Saison beim Verein und erzielte im Schnitt 4,6 Punkte und 4,5 Rebounds pro Spiel. Am Ende wurde er mit den Celtics Meister und bestritt 58 Spiele. 
Nach seiner aktiven Karriere wurde Swain Trainer. 1970 bis 1976 trainierte er die Mannschaft der Lincoln High School, 1980 bis 1989 die Jones High School. 1999 kehrte er noch einmal aus dem Ruhestand zurück, um das Ryan Middle School's boys-Team zu trainieren. Nach langer Krankheit verstarb er 2008 im Alter von 77 Jahren. Er war verheiratet und hatte vier Kinder und acht Enkel.